# Liste der Brücken in Radeberg

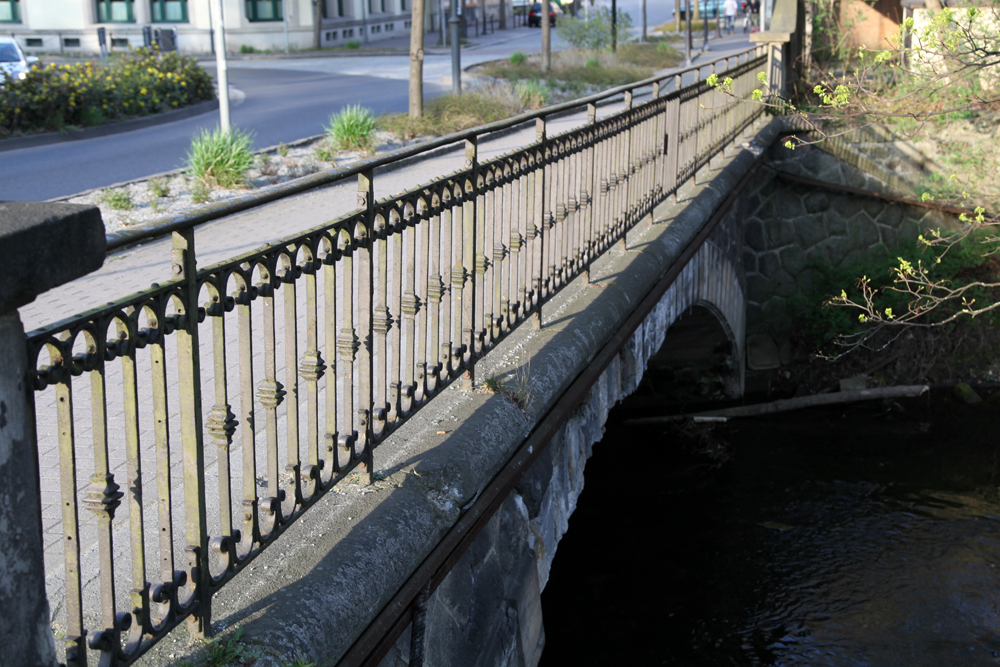
Die Hospitalbrücke ist die älteste Brücke im Stadtgebiet.

Die Liste der Brücken in Radeberg enthält alle öffentlichen Brückenbauwerke der sächsischen Stadt Radeberg mit ihren Gemarkungen Radeberg und Lotzdorf und der Radeberger Ortsteile Großerkmannsdorf, Liegau-Augustusbad und Ullersdorf.

## Allgemeines
„Als Brücken gelten alle Überführungen eines Verkehrsweges über einen anderen Verkehrsweg, über ein Gewässer oder über tieferliegendes Gelände, wenn ihre lichte Weite zwischen den Widerlagern 2,00 Meter oder mehr beträgt. […]“

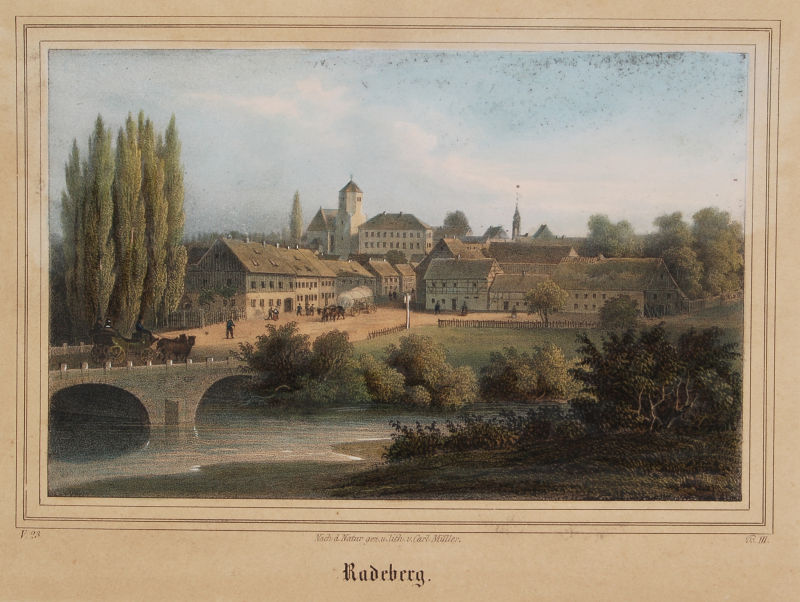
Radeberg im 19. Jahrhundert, Röderbrücke Stolpener Straße

Für Radeberg waren Brücken schon im Mittelalter von Bedeutung. Das Marktwesen der Stadt entwickelte sich bereits seit dem 14. Jahrhundert. Der Handel mit Salz, Obst und Gemüse sowie das Radeberger Brauwesen wuchsen und ließen den Handel mit Städten wie Dresden an Bedeutung gewinnen. Außerdem wurden regelmäßige Jahrmärkte abgehalten, die Radebergs Stellenwert im Umland ständig steigerten und entsprechende Anpassungen des Wege- und Straßennetzes bedingten. Dadurch wurde es verstärkt erforderlich, Flüsse wie die Schwarze und die Große Röder zu überqueren, und so wurden einige Holzbrücken errichtet.
Im Zuge der Gründung der Sächsisch-Schlesischen Eisenbahngesellschaft und der Einrichtung der Bahnstrecke Görlitz–Dresden 1845/46 entstanden in Radeberg mehrere Eisenbahnbrücken. In den 1990er und 2000er Jahren wurden einige der Radeberger Brücken grundlegend saniert, andere wurden abgerissen und durch neue Bauwerke ersetzt.
Der Bau der Ortsumgehung Großerkmannsdorf/Radeberg der Staatsstraße 177 von 2004 bis 2008 erforderte die Errichtung neun neuer Straßenbrücken, sowohl, um die Anschlüsse an vorhandene Verkehrswege herzustellen, als auch, um Täler, Straßen und Eisenbahngleise zu überqueren. Die Brücken über das Tal der Schwarzen Röder und über das Hüttertal sind mit 165 Metern (Schwarze Röder) und 140 Metern (Hüttertal) die längsten Brückenbauwerke im Stadtgebiet. Die 2017 begonnene Erweiterung der Trasse der S177 von Radeberg über Leppersdorf zur A 4 bedingte einen weiteren Brückenneubau in der Gemarkung Radeberg.
Im gesamten Stadtgebiet existieren 55 öffentliche Brückenbauwerke, davon 42 in der Kernstadt Radeberg, 9 im Ortsteil Großerkmannsdorf, 3 im Ortsteil Liegau-Augustusbad und 1 im Ortsteil Ullersdorf.

## Brückenbauwerke nach Ortsteilen

### Legende
- Bild: zeigt ein Foto der Brücke.
- Bezeichnung: nennt den offiziellen Namen der Brücke, sofern vorhanden. Alternativ wird eine Trivialbezeichnung in kursiver Schrift angegeben.
- Typ: gibt den Brückentyp nach der Art des Tragwerks an. Die Symbolbilder in der Spalte haben folgende Bedeutung:

 Steinbogenbrücke
 Bogenbrücke mit obenliegender Fahrbahn
 Balkenbrücke
 Plattenbrücke
 Fachwerkbrücke
- Überführt: gibt an, was über die Brücke verläuft.
- Unterführt: gibt an, was von der Brücke überquert wird.
- Jahr: nennt das Jahr der Fertigstellung, falls bekannt.
- Bemerkungen: sonstige Informationen zur Brücke.
- Lage: zeigt die Koordinaten der Brücke an, der Link zeigt die Lage der Brücke in einer Landkarte an.

### Großerkmannsdorf
| Bild           | Bezeichnung        | Typ              | Überführt           | Unterführt | Jahr | Bemerkungen | Lage                        |
| -------------- | ------------------ | ---------------- | ------------------- | ---------- | ---- | --- | --------------------------- |
| Goldbachbrücke | Goldbachbrücke     | Balkenbrücke     | Fußweg              | Goldbach   | 2014 | Zugang zum 2014 neu eröffneten Dorfgemeinschaftshaus.                                                                | 51° 5′ 15″ N, 13° 55′ 21″ O |
| Goldbachbrücke | Goldbachbrücke     | Steinbogenbrücke | Beethovenweg        | Goldbach   |      | Der Goldbach führt verrohrt durch die Brücke.                                                                        | 51° 5′ 16″ N, 13° 55′ 21″ O |
| Goldbachbrücke | Goldbachbrücke     | Steinbogenbrücke | Straße              | Goldbach   |      | Der Treppenzugang vom Pfarrer-Weineck-Platz zum Goldbach liegt direkt neben der Brücke.                              | 51° 5′ 16″ N, 13° 55′ 19″ O |
| Goldbachbrücke | Goldbachbrücke     | Balkenbrücke     | Am Goldbach         | Goldbach   |      | Betonbrücke über den Goldbach.                                                                                       | 51° 5′ 20″ N, 13° 55′ 16″ O |
| Goldbachbrücke | Goldbachbrücke     | Balkenbrücke     | Ullersdorfer Straße | Goldbach   |      | Neben der Brücke befindet sich ein kleines hölzernes Wehr.                                                           | 51° 5′ 28″ N, 13° 55′ 8″ O  |
| Goldbachbrücke | Goldbachbrücke     | Balkenbrücke     | Goldbachaue         | Goldbach   |      | Betonbrücke über den Goldbach.                                                                                       | 51° 5′ 29″ N, 13° 55′ 8″ O  |
| S177           | Straßenbrücke      | Balkenbrücke     | Auf- und Abfahrt    | S 177      | 2008 | Anschlussstelle Großerkmannsdorf der Staatsstraße 177, im Zuge der Ortsumgehung Großerkmannsdorf/Radeberg errichtet. | 51° 4′ 44″ N, 13° 56′ 13″ O |
| S177           | Straßenbrücke      | Balkenbrücke     | Straße              | S 177      | 2006 | Im Zuge der Ortsumgehung Großerkmannsdorf/Radeberg errichtet.                                                        | 51° 5′ 0″ N, 13° 56′ 16″ O  |
| S177           | S177-Straßenbrücke | Balkenbrücke     | S 177               | K 9256     | 2008 | Im Zuge der Ortsumgehung Großerkmannsdorf/Radeberg errichtet.                                                        | 51° 5′ 28″ N, 13° 56′ 16″ O |

### Liegau-Augustusbad
| Bild        | Bezeichnung | Typ              | Überführt                                      | Unterführt                                    | Jahr  | Bemerkungen                                                                                  | Lage                        |
| ----------- | ----------- | ---------------- | ---------------------------------------------- | --------------------------------------------- | ----- | -------------------------------------------------------------------------------------------- | --------------------------- |
| Röderbrücke | Röderbrücke | Balkenbrücke     | Wachauer Straße                                | Große Röder                                   |       | Straßenbrücke über die Große Röder.                                                          | 51° 8′ 19″ N, 13° 54′ 2″ O  |
| Röderbrücke | Röderbrücke | Steinbogenbrücke | Grundmühlenweg                                 | Große Röder                                   | >1800 | Bruchsteinbrücke, Zugang zur Grundmühle. Steht unter Denkmalschutz.                          | 51° 8′ 34″ N, 13° 53′ 25″ O |
| Röderbrücke | Steinbrücke | Steinbogenbrücke | Waldweg links der Großen Röder zur Marienmühle | Grundmühlenbach (aus dem sog. „Forellenwald“) |       | Kleine Bruchsteinbrücke nahe der Grundmühle, wurde 2000 durch ein AWO-Jugendprojekt saniert. | 51° 8′ 34″ N, 13° 53′ 21″ O |

### Radeberg
| Bild             | Bezeichnung                    | Typ                                                       | Überführt                                   | Unterführt                     | Jahr       | Bemerkungen | Lage                        |
| ---------------- | ------------------------------ | --------------------------------------------------------- | ------------------------------------------- | ------------------------------ | ---------- | --- | --------------------------- |
| Bahnbrücke       | Bahnbrücke                     | Steinbogenbrücke                                          | Bahnstrecke Görlitz–Dresden                 | An der Bahn nach Langebrück    | 1845       | Als Brückenbauwerk im 1. Abschnitt der Bahnstrecke Görlitz–Dresden erbaut. Steht unter Denkmalschutz. Die Länge der Brücke beträgt 7 Meter. | 51° 6′ 53″ N, 13° 53′ 50″ O |
| Bahnbrücke       | Bahnbrücke                     | Balkenbrücke                                              | Bahnstrecke Görlitz–Dresden                 | S 95 Dresdner Straße           | 2013       | Neubau nach Abriss der alten Brücke 2013. Teile der alten Brücke (erbaut 1916 anstelle eines Bahnüberganges) standen unter Denkmalschutz. Die Länge der Brücke beträgt 28 Meter. | 51° 6′ 49″ N, 13° 54′ 7″ O  |
| Bahnbrücke       | Bahnbrücke                     | Bogenbrücke mit obenliegender Fahrbahn · Steinbogenbrücke | Bahnstrecke Görlitz–Dresden                 | Goldbach                       | 1845, 1916 | Zweiteilige Brücke: Der nördliche Teil (erbaut 1845) besteht aus zwei Steinbögen, der südliche Teil (erbaut 1916 für das Anschlussgleis zum Königlich-Sächsischen Feuerwerkslaboratorium) ist ein mit Bruchsteinen verkleideter Betonbogen. Die Länge der Brücke beträgt 26 Meter. | 51° 6′ 45″ N, 13° 54′ 28″ O |
| Bahnbrücke       | Bahnbrücke                     | Balkenbrücke                                              | Bahnstrecke Görlitz–Dresden                 | Straße des Friedens            | 1957       | Die ehemalige Steinbogenbrücke wurde 1957 durch ein Stahlträgerbauwerk ersetzt. Die Länge der Brücke beträgt 20 Meter. | 51° 6′ 44″ N, 13° 54′ 37″ O |
| Bahnbrücke       | Bahnbrücke                     | Balkenbrücke                                              | Rathenaustraße                              | Bahnstrecke Görlitz–Dresden    | 1975       | Neubau infolge des Ausbaus des Schienennetzes. Das Vorgängerbauwerk galt als ein Wahrzeichen der Stadt. | 51° 6′ 37″ N, 13° 55′ 10″ O |
| Bahnbrücke       | Bahnbrücke                     | Steinbogenbrücke                                          | Bahnstrecke Görlitz–Dresden                 | Fuß- und Radweg                | 1845       | Im Zuge der Einrichtung der Bahnstrecke Görlitz–Dresden erbaut. Die Länge der Brücke beträgt 8 Meter. | 51° 6′ 30″ N, 13° 55′ 31″ O |
| Bahnbrücke       | Bahnbrücke                     | Balkenbrücke                                              | Bahnstrecke Görlitz–Dresden                 | Kleinwolmsdorfer Straße        | 1976       | Neubau infolge des Ausbaus des Schienennetzes. Die Länge der Brücke beträgt 13 Meter. | 51° 6′ 21″ N, 13° 55′ 55″ O |
| weitere Bilder   | Löwenbrücke                    | Bogenbrücke mit obenliegender Fahrbahn                    | Bahnstrecke Görlitz–Dresden                 | Fußweg, Bach                   | 1846       | Steinbogenbrücke mit zwei Bögen. An beiden Seiten sind Löwenkopf-Reliefs angebracht. Steht unter Denkmalschutz. Die Länge der Brücke beträgt 36 Meter. | 51° 6′ 20″ N, 13° 56′ 3″ O  |
| Steinbrücke      | Steinbrücke                    | Balkenbrücke                                              | Fußweg                                      | Nebenarm der Großen Röder      |            | Überspannt den Zufluss des Hüttermühlenteichs. Der Hüttertalverein sanierte 2011 das Holzgeländer. | 51° 7′ 16″ N, 13° 56′ 19″ O |
| Holzbrücke       | Holzbrücke                     | Balkenbrücke                                              | Fußweg                                      | Nebenarm der Großen Röder      |            | Überspannt den Zufluss des Hüttermühlenteichs. Wurde 2011 vom Hüttertalverein saniert. | 51° 7′ 17″ N, 13° 56′ 18″ O |
| Röderbrücke      | Röderbrücke                    | Steinbogenbrücke                                          | Zufahrt                                     | Große Röder                    | 1762       | Ehemaliger Zugang zur Hüttermühle und zur Knochenstampe. 2018 wegen unzureichender Tragfähigkeit abgebaut und in veränderter Form (bogenförmig gewölbte Fahrbahn) unweit des alten Standortes wieder aufgebaut, jedoch nicht als Röder-Überführung. Ab 2018 Bau einer neuen Plattenbrücke am Standort der bisherigen Röderbrücke.                                                                                          | 51° 7′ 16″ N, 13° 56′ 12″ O |
| Neue Röderbrücke | Neue Röderbrücke               | Plattenbrücke                                             | Zufahrt                                     | Große Röder                    | 2019       | Neuer Zugang zur Hüttermühle und zur Knochenstampe. Die alte 1762 erbaute Brücke wurde 2018 wegen unzureichender Tragfähigkeit abgebaut und in veränderter Form (bogenförmig gewölbte Fahrbahn) unweit des alten Standortes wieder aufgebaut, jedoch nicht als Röder-Überführung. 2018 begann der Bau der neuen unten gewölbten Plattenbrücke am Standort der bisherigen Röderbrücke. Freigabe war am 12. August 2019.     | 51° 7′ 16″ N, 13° 56′ 9″ O  |
| Röderbrücke      | Röderbrücke                    | Steinbogenbrücke                                          | Fußweg                                      | Große Röder                    | 1860       | Einbogige Brücke aus Sandstein und Granit. Steht gemeinsam mit der Knochenstampe unter Denkmalschutz. | 51° 7′ 12″ N, 13° 56′ 6″ O  |
| weitere Bilder   | Hundestallbrücke               | Steinbogenbrücke                                          | Schloßstraße                                | Große Röder                    | 1781       | Älteste im Originalzustand erhaltene Brücke in Radeberg. Hat ihren Namen von den Hundeställen des ehemaligen Jagdschlosses Klippenstein unter Herzog Moritz von Sachsen, die jenseits der Röder an den Hängen des linken Ufers lagen. Wurde 1999/2000 umfassend originalgetreu saniert. Steht unter Denkmalschutz. | 51° 7′ 9″ N, 13° 55′ 35″ O  |
| Röderbrücke      | Röderbrücke                    | Fachwerkbrücke                                            | Fußweg                                      | Große Röder                    | 2016       | Grundstückszugang; ehemalige Steinbrücke, zwischenzeitlich mit einer Behelfsbrücke überspannt, im Jahr 2016 Errichtung einer neuen Brücke aus Aluminium. | 51° 7′ 6″ N, 13° 55′ 31″ O  |
| Röderbrücke      | Röderbrücke                    | Balkenbrücke                                              | Fußweg                                      | Große Röder                    | 2008       | Eingang zum Stadtbad, Ersatzneubau 2008. | 51° 7′ 3″ N, 13° 55′ 29″ O  |
| Röderbrücke      | Röderbrücke                    | Balkenbrücke                                              | Stolpener Straße                            | Große Röder                    | 2002       | Ersatzneubau 2002, das Vorgängerbauwerk war nicht mehr verkehrssicher. Eine Legende um den Radeberger Amtmann Langbein handelt von einem Vorgängerbauwerk dieser Brücke. Das Vorgängerbauwerk war die erste steinerne Brücke in Radeberg, „vor dem Pirnaischen Thore“, die 1737–1739 vom Radeberger Baumeister Friebel anstelle der hölzernen Vorgängerbrücke errichtet worden war. Sie ruhte auf vier steinernen Pfeilern | 51° 6′ 56″ N, 13° 55′ 26″ O |
| Röderbrücke      | Röderbrücke                    | Steinbogenbrücke                                          | Dr.-Albert-Dietze-Straße                    | Große Röder                    | 1891       | Östliche Begrenzung des Gelbkehains. Sanierung 2003, steht unter Denkmalschutz. | 51° 6′ 53″ N, 13° 55′ 12″ O |
| Röderbrücke      | Röderbrücke                    | Balkenbrücke                                              | Gelbkehain                                  | Große Röder                    | 2019       | Fußgängerbrücke aus Stahl im Gelbkehain, zwischen Dr.-Albert-Dietze-Straße und Hospitalbrücke. Spannweite etwa 12 Meter. | 51° 6′ 54″ N, 13° 55′ 2″ O  |
| weitere Bilder   | Hospitalbrücke                 | Steinbogenbrücke                                          | S 95 Dresdner Straße                        | Große Röder                    | 1764       | Westliche Begrenzung des Gelbkehains. Vorgänger-Brücke war die zweitälteste steinerne Straßen-Brücke in Radeberg, ursprünglich Zweibogen-Brücke. Als Einbogen-Brücke 1899 neu errichtet. Steht unter Denkmalschutz. | 51° 6′ 55″ N, 13° 55′ 0″ O  |
| Mühlgrabenbrücke | Östliche Mühlgrabenbrücke      | Steinbogenbrücke                                          | Fußweg                                      | Mühlgraben an der Großen Röder |            | Sandsteinbrücke an der ehemaligen Stadtmühle, östliche Zufahrt. Steht unter Denkmalschutz. | 51° 6′ 55″ N, 13° 54′ 24″ O |
| Mühlgrabenbrücke | Westliche Mühlgrabenbrücke     | Steinbogenbrücke                                          | Fußweg                                      | Mühlgraben an der Großen Röder |            | Sandsteinbrücke an der ehemaligen Stadtmühle, westliche Zufahrt. Steht unter Denkmalschutz. | 51° 6′ 55″ N, 13° 54′ 24″ O |
| Röderbrücke      | Röderbrücke                    | Steinbogenbrücke                                          | Talstraße                                   | Große Röder                    | 1854       | Vom Hochwasser 2002 beschädigt, 2003 saniert. Steht unter Denkmalschutz. | 51° 6′ 58″ N, 13° 54′ 10″ O |
| Röderbrücke      | Röderbrücke                    | Balkenbrücke                                              | Fußweg                                      | Große Röder                    |            | Zugang von der Talmühle auf die Röderwiese. | 51° 7′ 2″ N, 13° 54′ 7″ O   |
| Röderbrücke      | Röderbrücke                    | Balkenbrücke                                              | Fußweg                                      | Große Röder                    |            | Zugang zur Tobiasmühle, einem Wohnheim des Epilepsiezentrums Radeberg. | 51° 7′ 23″ N, 13° 54′ 19″ O |
| Röderbrücke      | Röderbrücke                    | Steinbogenbrücke                                          | An den Dreihäusern                          | Große Röder                    |            | Zufahrt zur Tobiasmühle, einem Wohnheim des Epilepsiezentrums Radeberg. | 51° 7′ 27″ N, 13° 54′ 7″ O  |
| Röderbrücke      | S180-Röderbrücke               | Balkenbrücke                                              | S 180 Radeberger Straße / Lotzdorfer Straße | Große Röder                    | 2003       | Die alte Brücke wurde Ende 2002 abgerissen und durch einen Neubau ersetzt. | 51° 7′ 49″ N, 13° 54′ 13″ O |
| Röderbrücke      | Röderbrücke                    | Balkenbrücke                                              | Kleinwolmsdorfer Straße                     | Schwarze Röder                 |            | Straßenbrücke über die Große Röder. | 51° 6′ 30″ N, 13° 55′ 49″ O |
| Röderbrücke      | Röderbrücke                    | Balkenbrücke                                              | Fußweg                                      | Schwarze Röder                 | 2004       | Fußgängerbrücke über die Schwarze Röder. | 51° 6′ 39″ N, 13° 55′ 32″ O |
| Röderbrücke      | Röderbrücke                    | Balkenbrücke                                              | Fußweg                                      | Schwarze Röder                 |            | Zugang zur Mittelmühle. | 51° 6′ 51″ N, 13° 55′ 17″ O |
| Goldbachbrücke   | Goldbachbrücke                 | Steinbogenbrücke                                          | Rad- und Fußweg                             | Goldbach                       | 2007       | Verbindungsweg zwischen Großerkmannsdorf und Radeberg entlang des Goldbachs, 2007 neu errichtet. | 51° 6′ 3″ N, 13° 55′ 6″ O   |
| Goldbachbrücke   | Goldbachbrücke                 | Balkenbrücke                                              | Fußweg                                      | Goldbach                       |            | Instandhaltung durch den Kohlrabi-Inselverein, daher die Kohlrabi-Figuren im Geländer. | 51° 6′ 17″ N, 13° 54′ 47″ O |
| Goldbachbrücke   | Goldbachbrücke                 | Steinbogenbrücke                                          | Fußweg                                      | Goldbach                       |            | Instandhaltung durch den Kohlrabi-Inselverein, daher die Kohlrabi-Figuren im Geländer. | 51° 6′ 19″ N, 13° 54′ 43″ O |
| Talbrücke        | S177-Talbrücke                 | Balkenbrücke                                              | S 177                                       | Tal der Schwarzen Röder        | 2008       | Im Zuge der Ortsumgehung Großerkmannsdorf/Radeberg errichtet. Längstes Brückenbauwerk im Stadtgebiet (165 Meter). | 51° 6′ 26″ N, 13° 56′ 14″ O |
| S177             | S159-Straßenbrücke             | Balkenbrücke                                              | S 159 Stolpener Straße                      | S 177                          | 2005       | Anschlussstelle Radeberg/Arnsdorf der Staatsstraße 177, im Zuge der Ortsumgehung Großerkmannsdorf/Radeberg errichtet. | 51° 6′ 50″ N, 13° 56′ 4″ O  |
| S177             | S177-Hüttertalbrücke           | Balkenbrücke                                              | S 177                                       | Hüttertal, Große Röder         | 2008       | Im Zuge der Ortsumgehung Großerkmannsdorf/Radeberg errichtet. Zweitlängstes Brückenbauwerk im Stadtgebiet (140 Meter). | 51° 7′ 10″ N, 13° 55′ 58″ O |
| S177             | S95-Straßenbrücke              | Balkenbrücke                                              | S 95 Großröhrsdorfer Straße                 | S 177                          | 2007       | Anschlussstelle Radeberg/Großröhrsdorf der Staatsstraße 177, im Zuge der Ortsumgehung Großerkmannsdorf/Radeberg errichtet. | 51° 7′ 30″ N, 13° 56′ 10″ O |
| S177             | Straßenbrücke                  | Balkenbrücke                                              | Kamenzer Straße                             | S 177                          | 2018       | Im Zuge der Erweiterung der S177 Radeberg/Leppersdorf/A 4 errichtet. | 51° 7′ 50″ N, 13° 56′ 24″ O |
| Holzbrücke       | Holzbrücke                     | Balkenbrücke                                              | Fußweg                                      | Bach                           |            | Fußgängerbrücke am Rande eines Wohngebiets. | 51° 6′ 45″ N, 13° 55′ 42″ O |
| Käsebachbrücke   | Käsebachbrücke (Hofegrundbach) | Steinbogenbrücke                                          | Fußweg                                      | Käsebach (Hofegrundbach)       |            | Kleine Bruchsteinbrücke über den Hofegrundbach, auch Käsebach genannt. | 51° 7′ 16″ N, 13° 55′ 34″ O |
| Käsebachbrücke   | Käsebachbrücke (Hofegrundbach) | Balkenbrücke                                              | Straße                                      | Käsebach (Hofegrundbach)       |            | Zufahrt über den Hofegrundbach, auch Käsebach genannt, zur Schloßbergbaude und einer Gartensparte auf dem Schlossberg. | 51° 7′ 16″ N, 13° 55′ 33″ O |
| Käsebachbrücke   | Käsebachbrücke (Hofegrundbach) | Balkenbrücke                                              | Rad- und Fußweg                             | Käsebach (Hofegrundbach)       |            | „Trimm-Dich-Pfad“ im Biotop am Abfluss der Teiche an der Christoph-Seydel-Straße Radeberg. Vollholz-Bauweise (5 Meter). | 51° 7′ 27″ N, 13° 55′ 36″ O |

### Ullersdorf
| Bild            | Bezeichnung     | Typ          | Überführt           | Unterführt | Jahr | Bemerkungen                                                                  | Lage                       |
| --------------- | --------------- | ------------ | ------------------- | ---------- | ---- | ---------------------------------------------------------------------------- | -------------------------- |
| Prießnitzbrücke | Prießnitzbrücke | Balkenbrücke | An der Prießnitzaue | Prießnitz  | 2014 | Ersatzneubau 2014 im Zuge des Ausbaus der Straße von Ullersdorf nach Weißig. | 51° 4′ 18″ N, 13° 53′ 9″ O |